# Fomoria scobleella
Fomoria scobleella is een vlinder van de familie van de dwergmineermotten (Nepticulidae), van de onderfamilie van de Nepticulinae. De wetenschappelijke naam van deze soort is voor het eerst voorgesteld als Ectoedemia scobleella door Minet in een publicatie uit 2004.
De soort komt voor in Madagaskar.